# Caldwell-Klasse
Die Caldwell-Klasse war eine Klasse von sechs Zerstörern der US-amerikanischen Marine. In den Jahren 1916 und 1920 wurden auf fünf Werften sechs Schiffe gebaut. Zusammen mit den später gebauten 111 Zerstörern der Wickes-Klasse und 156 Schiffen der Clemson-Klasse bildeten sie die sogenannte Flushdeck- oder auch Four Stack–Class, wobei drei Schiffe der Caldwell-Klasse als Drei-Schornsteiner fertiggestellt wurden.

Drei Schiffe der Klasse kamen durch das Zerstörer-für-Stützpunkte-Abkommen im Herbst 1940 zur Royal Navy. Sie überstanden den Krieg, wenn auch zuletzt in zweitrangigen Aufgabenbereichen.

## Die ersten Glattdecker
Die 1916 und 1920 gebauten Zerstörer waren die ersten Glattdecker. Diese Konstruktion war eine Reaktion auf die konstruktive Schwäche im Vorschiff der vorher gebauten Tucker-Klasse. Der vordere Deckssprung wurde verbessert, um zu verhindern, dass das vordere Geschütz ständig überkommender See ausgesetzt war. Die Anordnung ihrer Torpedowaffen sowie die rhombenförmige Aufstellung der Geschütze waren eine Schwachstelle des Entwurfs und waren auch bei den Nachfolgeklassen (Wickes und Clemson) zu finden. Die beiden Folgeklassen wurden im Serienbau schneller hergestellt als die sechs Prototypen.

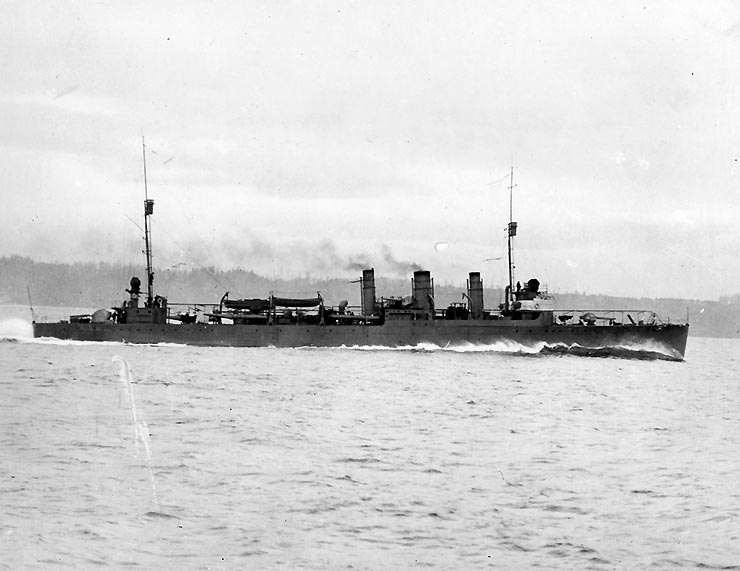
USS Gwin 1920

Als die USS Manley (DD-74) von den Bath Iron Works im Oktober 1917 als erstes Schiff der Klasse abgeliefert wurde, waren schon viele Zerstörer der nachfolgenden Wickes-Klasse, aber auch schon einige der Clemson-Klasse im Bau. Die Fertigstellung der Klasse erfolgte in zwei Losen: Es folgten bis zum Januar 1918 die beiden Dreischornsteiner Conner und Stockton von Cramp und die Caldwell mit wieder vier Schornsteinen vom Mare Island Navy Yard als Typschiff der Klasse. Mit den Vier-Schornsteinern Craven vom Norfolk Navy Yard im Oktober 1918 und der Gwinn von Todd in Tacoma mit wieder drei Schornsteinen im März 1920 wurden dann die letzten Zerstörer der Klasse ausgeliefert. Die sechs Zerstörer wurden bis 1922 von der USN genutzt und kamen dann in die Reserve.
Caldwell und Gwin wurden 1936 bzw. 1937 wegen der Vertragsbindungen aus der Londoner Konferenz von 1930 ausgesondert, als die USA ihre Zerstörerzahlen anpassen musste, um ihr Neubauprogramm fortzuführen. Ähnliches erfolgte auch bei der Royal Navy, die ebenfalls eine Vielzahl von Zerstören abwracken ließ, was kaum genutzte Zerstörer der V- und W-Klasse und vorrangig der S-Klasse betraf.
Manley kam als einziges Schiff der Caldwell-Klasse ab 1930 im Frieden wieder in Dienst. 1938/39 wurde die Manley dann als erster der ``flush-decker`` zu einem Schnellen Transporter (APD) umgebaut. Es wurden die vorderen Kessel und Schornsteine entfernt und somit Platz für den Transport von 200 Marines und vier 11 m-Higgins-Sturmboote geschaffen. Ab Juli 1942 kam der Transporter dann im Pazifik zum Einsatz und wurde bei den Landungen auf Guadalcanal und Kwajalein eingesetzt.

### Einsatz durch die Royal Navy
Die drei weiteren 1940 noch vorhandenen Zerstörer der Klasse wurden im Rahmen des Destroyers for Bases-Agreement an die Royal Navy abgegeben, die sie mit 47 Schiffen der Wickes-Klasse und der Clemson-Klasse als Town-Klasse in Dienst stellten.

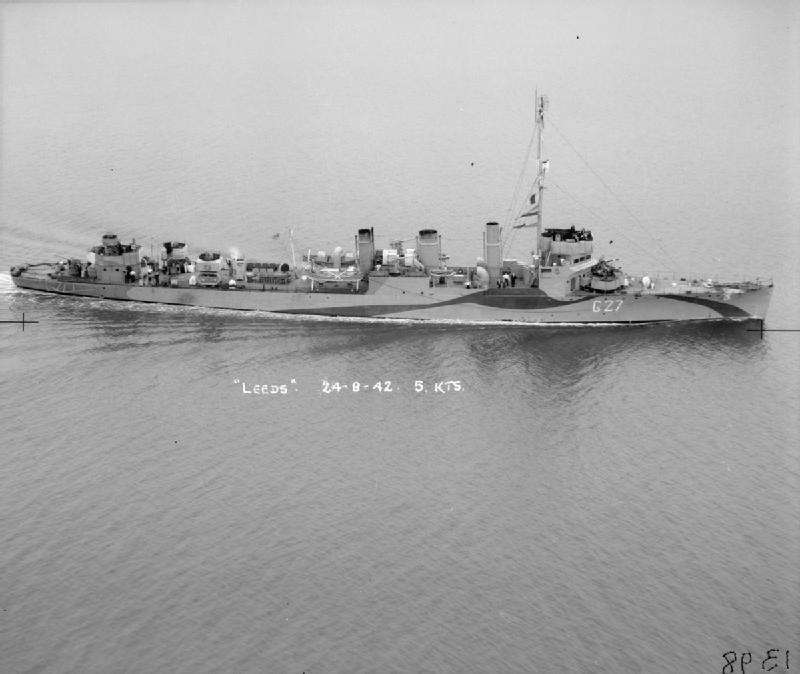
Die HMS Leeds im August 1942

Die USS Conner wurde in Halifax an die Royal Navy übergeben, die den Zerstörer in HMS Leeds (G27) umbenannte. Der Zerstörer verlegte Anfang November 1940 nach Großbritannien, wo Umrüstung für den Dienst in der RN vorgenommen wurden. Der Zerstörer wurde dem Rosyth Command zugeteilt und sicherte britische Küstengeleite in der Nordsee zwischen der Themse-Mündung und dem Firth of Forth und überstand dabei etliche Luftangriffe. Am 20. April 1942 unterstützte der Zerstörer die Cotswold nach einem Minentreffer und schleppte den Geleitzerstörer nach Harwich. In der Nacht zum 25. Februar 1944 konnte der alte Zerstörer den Angriff deutscher Schnellboote auf das von ihm gesicherte Geleit abwehren. Kurz vor dem Kriegsende in Europa wurde die Leeds wegen immer häufiger auftretender Defekte in Grangemouth der Reserve zugeteilt, aber erst im März 1947 zum Abbruch verkauft, der erst ab Januar 1949 erfolgte.
Das Schwesterschiff USS Stockton wurde auch der Royal Navy übergeben, die den alten Zerstörer in HMS Ludlow (G57) umbenannte. Auch dieser Zerstörer verlegte Anfang November 1940 nach Großbritannien, wo Umrüstung erfolgen sollte und wurde an der britischen Ostküste eingesetzt. Bei der Landung am Gold Beach während der Operation Overlord am 6. Juni 1944 soll die HMS Ludlow eingesetzt worden sein. Nach dem Kriegsende in Europa wurde der Zerstörer außer Dienst gestellt und bei Broadsands nahe der Insel Fidra (North Berwick) im Juni 1945 verankert. Schon Anfang Juli 1945 wurde das Schiff zum Totalverlust erklärt und zum Abbruch vor Ort bestimmt. Dieser scheint nie erfolgt zu sein, da noch heute bei Niedrigwasser auf 56.03N 0.45W Reste des Schiffes erkennbar sind.

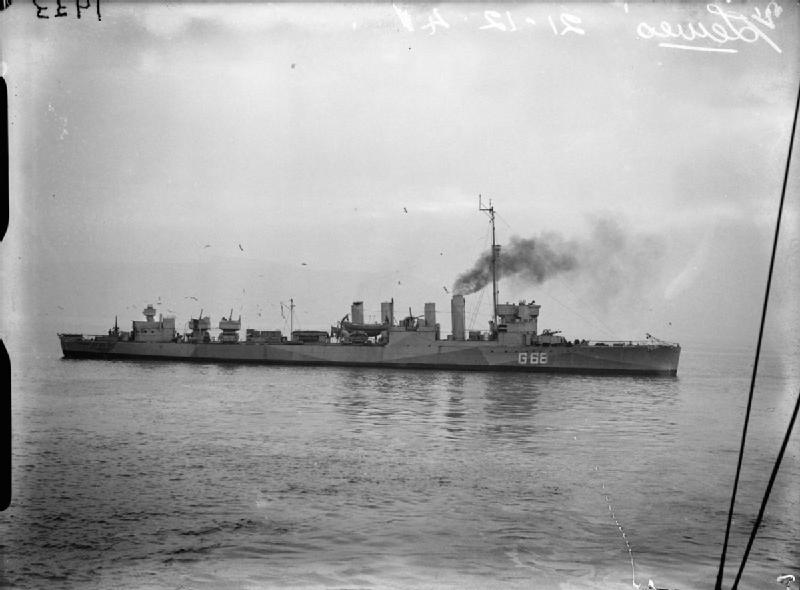
HMS Lewes

Die USS Craven war in der Reserve schon 1935 in Conway umbenannt worden, um den ursprünglichen Namen für einen neuen Zerstörer zu nutzen. In der Royal Navy wurde der Zerstörer in HMS Lewes (G68) umbenannt. Noch vor Abschluss der Umrüstarbeiten wurde der Zerstörer in Devonport bei einem Luftwaffenangriff auf die Marinewerft am 22. April 1941 schwer beschädigt und war daher erst im Februar 1942 einsatzbereit. Schon Ende des Jahres wurde der alte Zerstörer vom Konvoischutz wieder abgezogen und zum Zielschiff für Luftangriffe umgerüstet. Ab März 1943 verlegte der alte Zerstörer mit dem Konvoi WS 29 nach Simonstown. Im Januar 1944 soll sich die Lewes zeitweise in Casablanca befunden haben. Im August 1944 verlegte das Zielschiff zum Einsatz mit der Eastern Fleet dann nach Ceylon, wo es gelegentlich auch wieder zur Sicherung von Versorgungskonvois herangezogen wurde. Im Februar 1945 verlegte die Lewes dann von Trincomalee nach Fremantle zusammen mit dem Zerstörer-Tender Tyne. Von April bis November 1945 wurde der alte Zerstörer aus Sydney als Trainingsziel für die Ausbildung von Trägerpiloten eingesetzt. Dann wurden noch brauchbare Teile vom Schiff entfernt und die Reste des Schiffes am on 25. Mai 1946 vor Sydney, New South Wales, Australia versenkt.

## Einheiten
| Name                                       | Bauwerft              | Kiellegung | Stapellauf | Indienststellung | Übergabe         | Royal Navy        | Endschicksal                       |
| ------------------------------------------ | --------------------- | ---------- | ---------- | ---------------- | ---------------- | ----------------- | ---------------------------------- |
| USS Caldwell (DD-69)                       | Mare Island Navy Yard | 8.12.16    | 10.07.17   | 1.12.17          | 27.06.22 Reserve | 1936 verschrottet |                                    |
| USS Conway (DD-70) 1935: Craven            | Norfolk Navy Yard     | 16.10.16   | 29.06.18   | 19.10.18         | 10.40            | HMS Lewes (G68)   | 25. Mai 1946 vor Sydney versenkt   |
| USS Gwin (DD-71)                           | Todd, Tacoma          | 21.06.17   | 22.12.17   | 20.03.20         | 28.06.22 Reserve | 1937 verschrottet |                                    |
| USS Conner (DD-72)                         | Cramp & Sons          | 16.10.16   | 21.08.17   | 12.01.18         | 10.40            | HMS Leeds (G27)   | März 1947 Abbruch                  |
| USS Stockton (DD-73)                       | Cramp & Sons          | 16.10.16   | 17.07.17   | 26.11.17         | 10.40            | HMS Ludlow (G57)  | 15. Juli 1945 als Ziel versenkt    |
| USS Manley (DD-74), 1938 AG 28, 1940 APD-1 | Bath Iron Works       | 22.08.16   | 23.08.17   | 15.10.17         |                  |                   | 5.12.45 außer Dienst, 1946 Abbruch |